# 黃穗類雀稗
黃穗類雀稗（学名：Paspalidium flavidum）为禾本科類雀稗屬下的一个种。

## 扩展阅读
- 維基物種上的相關：黃穗類雀稗